# Irakli Garibashvili
Irakli Garibashvili (en georgiano: ირაკლი ღარიბაშვილი, romanizado: Irak'li Gharibashvili; Tiflis, República Socialista Soviética de Georgia, 28 de junio de 1982) es un político georgiano que ha ocupado el cargo de Primer ministro de Georgia desde el 22 de febrero de 2021 hasta el 29 de enero de 2024, y anteriormente desde el 20 de noviembre de 2013 hasta el 30 de diciembre de 2015.

## Carrera política
Entró en política con el Sueño Georgiano de Bidzina Ivanishvili. Tras la victoria de su partido en las elecciones de 2012 fue nombrado ministro de Interior en el gobierno de Ivanishvili con un programa de reformas en la estructura de los servicios de seguridad e inteligencia. El 2 de noviembre de 2013 Ivanishvili anunció su decisión de abandonar la jefatura del gobierno tras las elecciones presidenciales y designó a Garibashvili como su sucesor. De esta forma fue nombrado primer ministro tras la victoria presidencial de Giorgi Margvelashvili. Garibashvili se convirtió en el primer jefe de gobierno nombrado tras la reforma constitucional que transformó el régimen presidencialista en uno parlamentario.
Entre 2019 y 2021 ejerció como Ministro de Defensa.
Garibashvili asumió nuevamente como primer ministro en febrero de 2021, tras la renuncia de Gueorgui Gajaria.